# Victor Sumulong
Victor Sumulong (* 19. Mai 1946 in Manila; † 6. Januar 2009) war ein philippinischer Politiker.
Sumulong war der Sohn des späteren Senators Lorenzo Sumulong. Von 1998 bis 2007 gehörte er dem philippinischen Repräsentantenhaus an. Im Jahr 2007 wurde Sumulong zum Bürgermeister von Antipolo gewählt und übte dieses Amt bis zu seinem Tod aus. Sein Vorgänger als Bürgermeister, Angelito Gatlabayan, wiederum wurde nun Abgeordneter im Repräsentantenhaus für den Distrikt, den bis dahin Sumulong vertreten hatte.
Am 6. Januar 2009 starb der an Diabetes leidende Sumulong nach langer Krankheit an multiplem Organversagen. Er war verheiratet und hatte drei Kinder.
Sumulong war ein enger Freund von Innenminister Ronaldo Puno.